# Suchindol
Suchindol (auch Suhindol geschrieben, bulgarisch Сухиндол) ist eine Stadt in Nord-Bulgarien. Die Stadt liegt im Übergang des Vorbalkans zur Niederdonauebene. Suchindol ist Zentrum einer gleichnamigen Gemeinde und befindet sich in der Provinz Weliko Tarnowo.
Seit 2015 ist die Stadt Namensgeber für den Suhindol Point, einer Landspitze an der Südostküste von Smith Island in der Antarktis.

## Gemeindegliederung
Die Gemeinde Suchindol teilt sich wie folgt auf:
| - Suchindol - Bajla reka - Koewzi | - Gorsko Kalugerowo - Gorsko Kosowo - Krasno gradischte |